# 12358 Azzurra
12358 Azzurra è un asteroide della fascia principale. Scoperto nel 1993, presenta un'orbita caratterizzata da un semiasse maggiore pari a 2,7913210 UA e da un'eccentricità di 0,1129286, inclinata di 7,60134° rispetto all'eclittica.